# El Vesubio

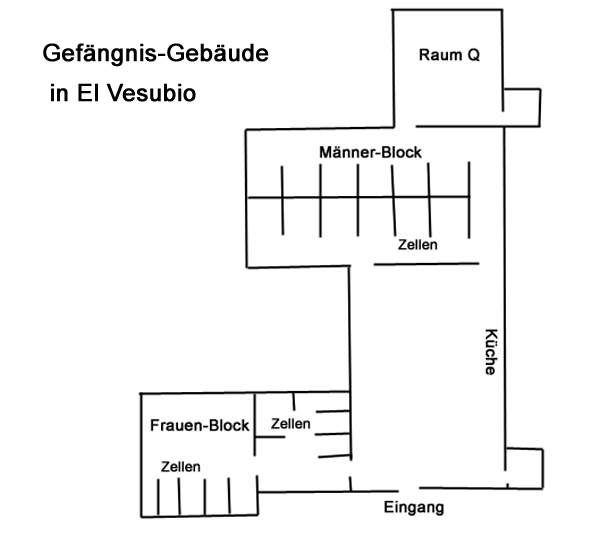
Gefängnisgebäude (Casa 3), El Vesubio

Das Folterlager El Vesubio war von 1976 bis 1978 ein Geheimgefängnis (spanisch Centro clandestino de detención, tortura y exterminio – Geheimes Gefangenen-, Folter- und Vernichtungslager) der argentinischen Militärdiktatur. Das Lager befand sich im Großraum Buenos Aires an der Ecke De La Riestra und Autopista Teniente General Pablo Ricchieri im Partido La Matanza.

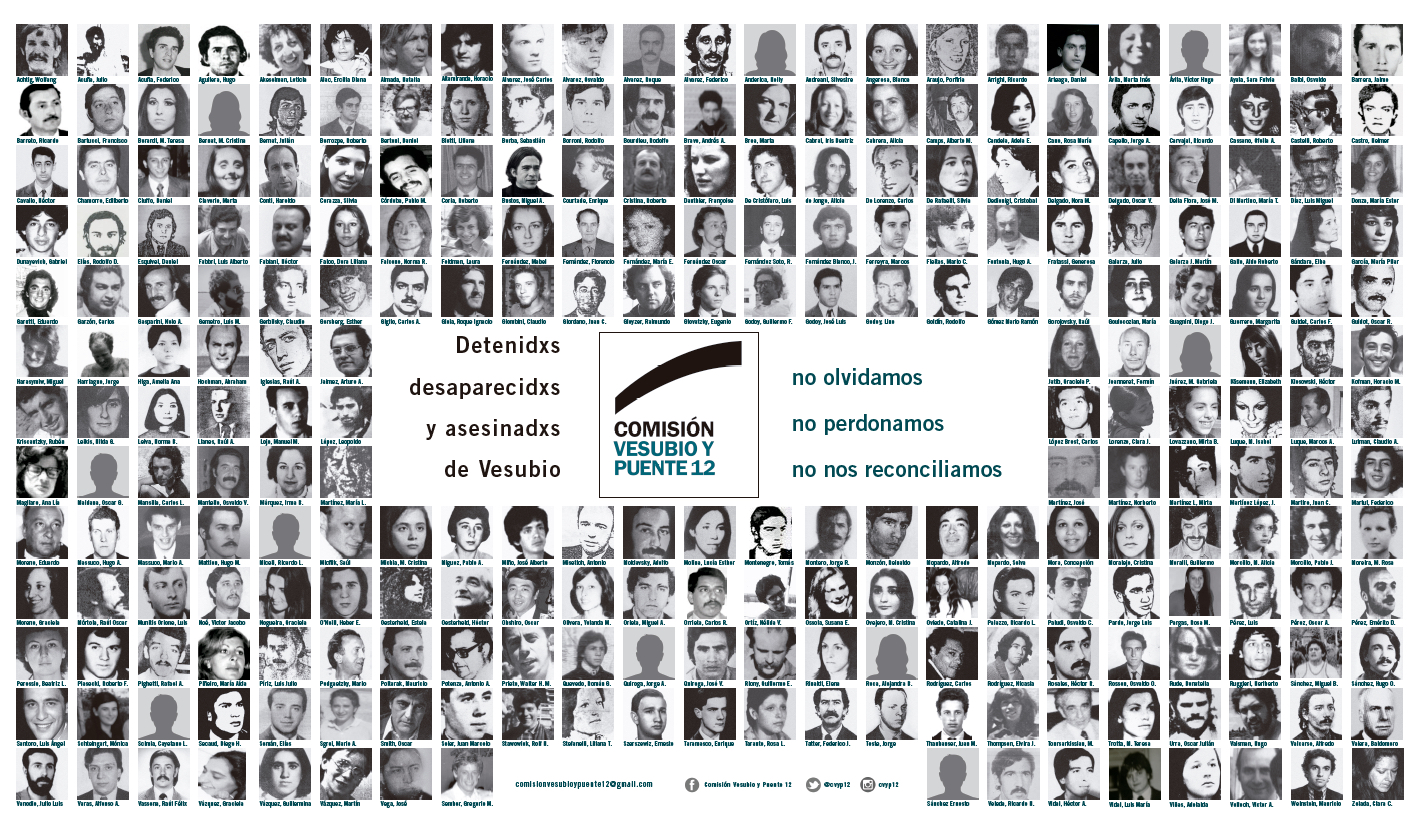
Flagge mit den Gesichtern der Verschwundenen aus dem CCDTyE El Vesubio, hergestellt für die Vesuv- und Brücke 12-Kommission

Politische Gegner, sogenannte Subversive, wurden im Rahmen des Schmutzigen Kriegs der Militärdiktatur in dem Lager gefangen gehalten, verhört und gefoltert. El Vesubio war unter den Gefangenen als die „Hölle“ bekannt. Viele Gefangene wurden auf den sogenannten Todesflügen ermordet und beseitigt: Sie wurden mit Flugzeugen vom Flughafen Buenos Aires aus über den Río de la Plata oder über das Meer geflogen und aus der Luft abgeworfen. Die Militärs lösten das Lager El Vesubio im Jahr 1978 auf, als Argentinien die Fußball-Weltmeisterschaft ausrichtete, um vor der Menschenrechtskommission zu bestehen. Heute erinnern nur noch einige Steinplatten an das Lager.

## Folter und Hinrichtung
Laut der Berichte von Überlebenden wie Elena Alfaro und Ana Maria di Salvo wurden die Gefangenen unter anderem mit Elektroschocks, Verletzungen mit dem Skalpell und Vergewaltigungen gefoltert.
Nach der Folterung wurden die Gefangenen in winzigen Zellen auf dem Boden liegend, mit einer Kapuze über dem Kopf mit einer Handschelle an die Wand gefesselt.
Prominente Gefangene in dem Lager waren unter anderem der argentinische Journalist und Comic-Zeichner Héctor Germán Oesterheld und der Schriftsteller Haroldo Conti.

## Der Fall Elisabeth Käsemann
In den deutschen Medien sorgte El Vesubio durch die Ermordung der deutschen Studentin Elisabeth Käsemann für Aufsehen. Die Tübingerin wurde am 9. März 1977 von der argentinischen Regierung verhaftet, gefoltert und am 24. Mai 1977 ermordet.

## Aufarbeitung
Im Juni 2001 hat das Amtsgericht Nürnberg Haftbefehl gegen die Ex-Generäle Guillermo Suárez Mason und Pedro Durán Sáenz, die Ex-Kommandanten des Lagers, erlassen. Argentinien lehnte die Auslieferung aber ab.
Am 4. März 2004 beantragte die deutsche Bundesregierung offiziell die Auslieferung des einstigen Diktators Jorge Rafael Videla und zweier weiterer früherer Militärs aufgrund mehrfachen Mordes an deutschen Staatsbürgern. Der Antrag wurde am 17. April 2007 vom obersten Gerichtshof Argentiniens abgewiesen.
Im Juni 2010 begann in Argentinien erneut ein Prozess gegen die Verantwortlichen der Militärdiktatur, darunter auch gegen Videla und den ehemalige General Luciano Benjamín Menéndez. Am 22. Dezember 2010 wurde Videla gemeinsam mit Menéndez und 14 weiteren Tätern erneut zu einer lebenslangen Haftstrafe verurteilt. Die Strafe musste Videla in einer gewöhnlichen Haftanstalt verbüßen, wo er 87-jährig im Jahr 2013 verstarb.
Im April 2011 begann in Buenos Aires der Prozess gegen die acht Ex-Militärs Héctor Humberto Gamen (General de Brigada), Hugo Idelbrando Pascarelli (Coronel Retirado), Pedro Alberto Durán Sáenz (Oficial de inteligencia de la Brigada), Ramón Antonio Erlán (penitenciario), José Néstor Maidana (penitenciario), Roberto Carlos Zeoliti (ex penitenciario), Diego Salvador Chemes (ex penitenciario), Ricardo Néstor Martínez (ex penitenciario). Deutschland trat in dem Prozess als Nebenkläger auf.
Die ehemaligen Militärs Hector Gamen und Hugo Pascarelli wurden am 14. Juli 2011 in Buenos Aires unter anderem wegen Mordes, Entführung, Folter und Vergewaltigung in dem berüchtigten argentinischen Folterzentrum El Vesubio verurteilt. Der Kommandant des Lagers, der Oberst Pedro Durán Sáenz, starb im Juni während des laufenden Verfahrens. Fünf frühere Gefängniswärter wurden zu Haftstrafen zwischen 18 und 22 Jahren verurteilt. Das zweitinstanzliche Verfahren, in dem die Bundesrepublik Deutschland erneut als Nebenklägerin auftrat, wurde im November 2011 aufgenommen und endete im Mai 2014 mit der Bestätigung der Verurteilungen durch die Berufungskammer des obersten Strafgerichts.
In einem weiteren Prozess wurden im Dezember 2014 vier weitere Angeklagte – frühere Armeeangehörige – wegen Verbrechen gegen die Menschlichkeit an 204 Häftlingen in El Vesubio, darunter auch Käsemann, zu lebenslanger Haft verurteilt.